# 霍穆齐农村居民点
霍穆齐农村居民点（俄语：Хомутчанское сельское поселение）是俄罗斯联邦别尔哥罗德州伊夫尼亚区所属的一个农村居民点。其下辖有2个居民点，行政中心为霍穆齐。据2016年统计，该农村居民点的人口为624人。